# Sociologie kultury

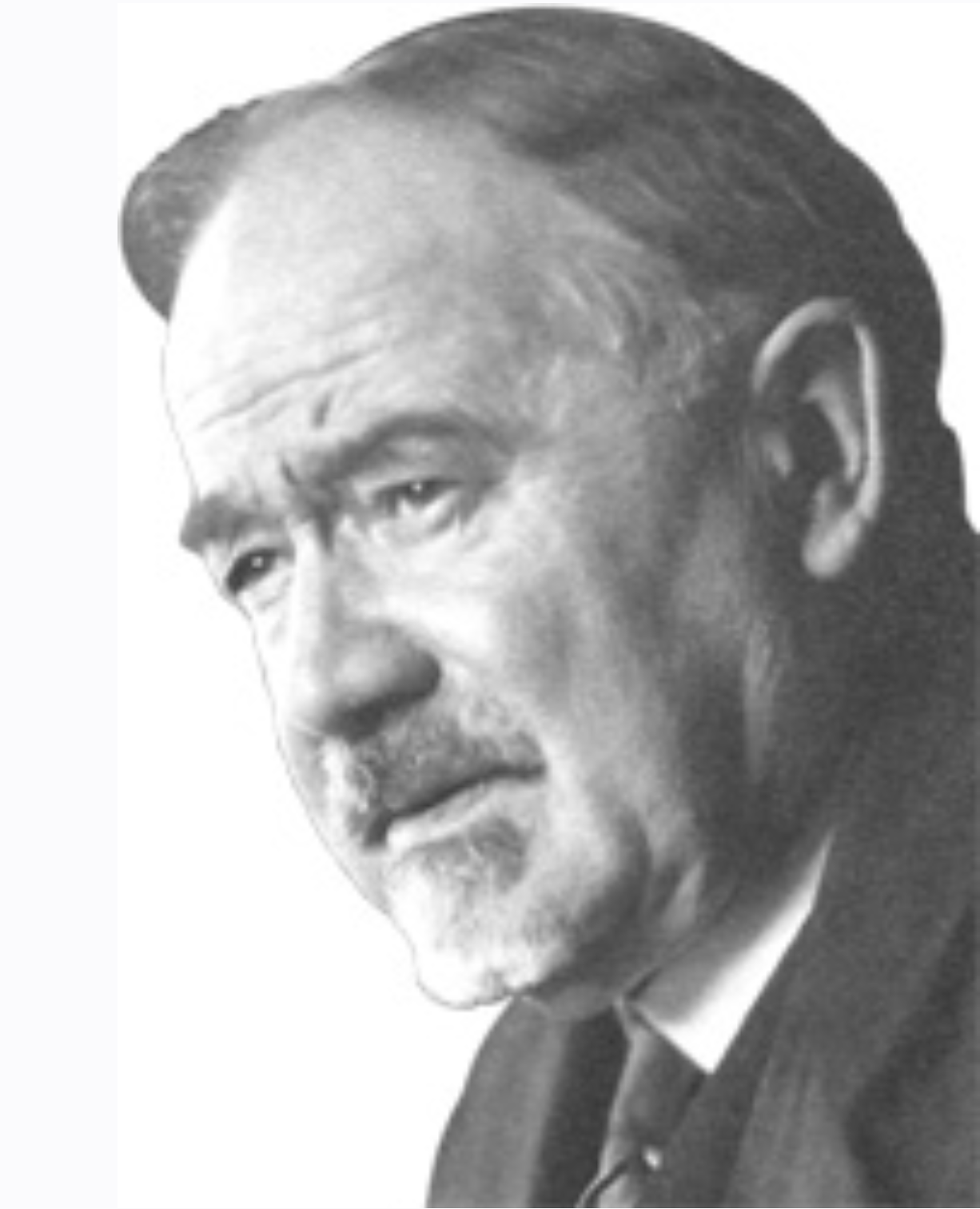
Alfred Weber.

Sociologie kultury zahrnuje sociologickou oblast, která se zabývá kulturou, přesněji společenským charakterem kultury a její podmíněností. Pojem sociologie kultury je možné užít v různých kontextech a pro různé účely. V zásadě se ovšem pojí s pojmem společnost, protože je vytvářena lidmi, kterými je zároveň díky jejich chování a jednání relativizována.
Termín sociologie kultury byl poprvé použit v Německu ve Výmaru, kde sociologové, jako Alfred Weber, použili pojem Kultursoziologie. Jedná se o hraniční disciplínu, protože akcentuje i další příbuzné obory jakou jsou například kulturní antropologie, kulturologie či filozofie, ale i historie a psychologie. S tím souvisí také to, jak je pojímána v různých regionech. Zatímco v Evropě je vnímána jako samostatná disciplína, v Americe je chápána jako součást kulturní antropologie.
Předmět zkoumání stejně jako samotné vymezení pojmu je obtížné přesně určit – závisí na proměně pojmů, které se v průběhu dějin mění. Obecně lze tedy říci, že tématem zkoumání jsou kulturní změny.

## Historie a osobnosti
Základy studia sociologie kultury položila antropologie především v 70. letech 20. století. Do té doby byla studována především v kontextu velkých teorií. Sociologií kultury se zabývalo vícero sociologů, přičemž každý ji zkoumal z jiné perspektivy. 

### Karl Marx
Ve své známé teorii třídních elit se Karl Marx zabývá také kulturou. Zmiňuje ji při vysvětlování rozdílů mezi buržoazií a proletariátem. Tvrdí, že kultura slouží jako argument podporující třídní nerovnost. Buržoazie má svoji vlastní kulturu, která propaguje vlastní zájmy a naopak pohrdá zájmy proletariátu, pro který je tato kultura nedostupná. Jeho známý výrok „Náboženství je opium lidstva” potvrzuje tuto teorii. Marx je materialista, věří, že ekonomika produkuje kulturní ideály. To souvisí s jeho chápáním základny a nadstavby – pokaždé, když se změní základna (výrobní vztahy a výrobní síly), změní se i nadstavba (kultura, náboženství, politika). Kultura je tedy dle Marxe definována jako oblast, která je závislá na fenoménech jako dělba práce, výrobní síla nebo výrobní vztahy chápaných jako základna.

### Émile Durkheim
Émile Durkheim nevytvořil jasnou definici kultury, přesto se jí ve svém díle zabýval. Tvrdil, že kultura má několik propojení se společností:
- Historické – kultura má své základy ve společnosti a tyto zkušenosti daly možnost vývoji věcí, jako např. klasifikační systémy
- Logické – síla nad jednotlivci patří k určitým kulturním kategoriím, např. víra v Boha

- Funkční – obřady a mýty vytvářejí a rozvíjejí určitý společenský řád. Čím více lidí, kteří v tyto rituály věří, bude, tím více bude sociální řád posílen[5]

### Max Weber
Max Weber se zabýval především, jak náboženskými, tak sociokulturními fenomény. Přišel s pojmem sociální status. Status nese skupina vycházející ze stejné rasy, etnika, náboženství, pohlaví, sexuální orientace atd. Tyto skupiny žijí určitým životním stylem na základě různých hodnot a norem. Jsou to subkultury, tedy kultura v kultuře.

### Georg Simmel
Podle Georga Simmela kultura odkazuje na „kultivaci jednotlivců prostřednictvím vnějších forem, které byly objeveny v historii”. Simmel prezentoval společenské a kulturní jevy ve smyslu „forem” a „obsahu” a proměnlivý vztah mezi nimi.

### Miloslav Petrusek
Český sociolog Miloslav Petrusek se zabývá především rozdíly a nuancemi mezi obory zabývajícími se kulturou. Zmiňuje kulturologii, cultural studies, kulturní a sociální antropologii. Tvrdí, že v českém prostředí tyto obory nebyly nijak hlouběji zkoumány a je třeba je rekonstruovat.

### Jeffrey Alexander
Americký sociolog působící na Yaleově univerzitě Jeffrey Alexander je zakladatelem tzv. "silného programu" v kulturní sociologii. Silný program vychází z různých tradic interpretativní sociologie a strukturalismu (zejm. strukturální antropologie). Jeho ústřední tezí je, že kultura by neměla být zkoumána jako "měkčí" závislá proměnná podmíněná tím, co se děje v "hmatatelném" světě společenského jednání. Zjednodušeně lze říct, že se snaží nabourat klasickou marxistickou dichotomii kulturní nadstavby proti materiální základně, která stále přetrvává v řadě dominantních paradigmat kulturní sociologie (např. práce Pierra Bourdieu nebo britská kulturální studia).

## Související pojmy

### Komunita
Základy definice komunity můžeme hledat již v minulosti, kdy byla definována jakýmsi normativním řádem, který tvoří jádro každé společnosti. Z něj poté vyplývají jisté statusy, práva nebo závazky pro členy komunity. Integritu sociálních komunit udržuje kulturní orientace.

### Enkulturace
Enkulturace je celoživotní proces osvojování si kultury, ve které žijeme. Není to však proces poznávání celého kulturního systému, ale pouze určitých oblastí. Prostřednictvím enkulturace si člověk osvojuje způsob života typický pro jeho společenství. Enkulturaci lze rozdělit na vědomou a nevědomou a zároveň ji rozlišit podle typů sociálních skupin, ve kterých probíhá.

### Akulturace
Termín souvisí s pojmem adaptace, který můžeme definovat jak přizpůsobení. Akulturace je tedy přizpůsobení se na jiné kulturní prostředí. Dle Berryho můžeme rozlišit pět kategorií změn při adaptaci: fyzické změny, biologické změny, kulturní změny, nové sociální vztahy a psychologické změny.

### Masová kultura
Jako masová kultura bývá označována kultura současného vyspělého světa, která má dílčí odlišnosti, ale i mnoho společných rysů. Jednotně definovat pojem masová kultura nelze, můžeme však najít pojmenování jako vulgární kultura či kultura nejnižší úrovně, což ovšem nelze chápat jako relevantní. Mnohem vhodnější je definice masové kultury jako komplex velmi široce používaných norem a vzorů chování.

### Kýč
Kýč se objevuje v souvislosti s procesem radikální estetizace sociálního světa, který můžeme chápat jako vznik čistého prostředí pro spotřebovávání. Vzhledem k tomu, že má blízko k iluzi, že krásu lze kupovat a prodávat, ho vysvětlujeme například jako krásu, která je distribuována jako jakékoliv jiné zboží a v tu chvíli ztrácí svoji unikátnost. 
Kýč můžeme rozlišit na dvě skupiny podle lidí s ním operujících. Kýč exkluzivní zahrnuje publikum nepoučené a nedostatečně sensibilní a označuje ho jako nekompetentní. Kýč inkluzivní zahrnuje publikum, které s kýčem žije a neuvědomuje si žádné estetické provinění.